# Marjan Ahčin
Marjan Ahčin (partizansko ime Matjaž), slovenski zdravnik, rezervni častnik, prvoborec, politik * 12. avgust 1903, Ljubljana, † 5. oktober 1988, Ljubljana.
Študij medicine je končal 1928 na zagrebški Medicinski fakulteti. Bil je zdravnik Mestne zdravstvene službe v Ljubljani (1931-1943), tajnik zdravniške zbornice, član matičnega odbora Osvobodilne fronte (1941), večkrat zaprt in interniran. Julija 1943 se je pridružil NOB, kjer je bil sprva organizator sanitetne službe, nato sanitetni referent Cankarjeve brigade, šef sanitete 7. korpusa in načelnik sanitetnega oddelka SNOS. V prvi slovenski vladi, ustanovljeni v Ajdovščini, je bil minister za zdravstvo. Leta 1951 je organiziral Centralni higienski zavod in preventivno zdravstveno dejavnost. V bolnišnice je uvedel civilno nego, se zavzemal za razvejano zdravstveno šolstvo, higiensko-epidemiološko in socialnomedicinsko dejavnost, zdravstveno statistiko ter otroško okrevališče na Debelem rtiču.

## Odlikovanja
- partizanska spomenica 1941